# Krigsförklaring
| USA:s president Franklin D. Roosevelt undertecknar krigsförklaringen mot Japan den 8 december 1941, en dag efter attacken mot Pearl Harbor. |  | USA:s president Franklin D. Roosevelt undertecknar krigsförklaringen mot Japan den 8 december 1941, en dag efter attacken mot Pearl Harbor. |
| USA:s president Franklin D. Roosevelt undertecknar krigsförklaringen mot Japan den 8 december 1941, en dag efter attacken mot Pearl Harbor. |  | |

Krigsförklaring (äldre: fejdebrev) innebär att en stat ger en formell notifikation till en annan part om att de nu, eller från en specificerad framtida tidpunkt, befinner sig i krig med varandra, det vill säga att det råder krigstillstånd mellan länderna.

## Bakgrund
Haagkonventionen från 1907 krävde att de krigförande parterna gjorde en krigsförklaring före, eller omedelbart efter, stridernas början. Syftet var bland annat att neutrala stater skulle hållas underrättade om vad som pågick. Krigsförklaringar har dock en mycket äldre historia.
Numera är formella krigsförklaringar ovanliga. Detta ger en del juridiska problem, då många äldre internationella konventioner som reglerar krig utgår ifrån att sådana förklaringar gjorts. Två mycket kända händelser var när Sovjetunionen anföll Finland utan någon krigsförklaring, vilket startade vinterkriget, och när Tyskland anföll Polen, vilket startade andra världskriget, i båda fallen dessutom med en påhittad attack från andra sidan som förevändning. Att inte deklarera krig kan vara en fördel med den överraskning det ger. Tysklands anfall på Sovjetunionen 1941 var särskilt framgångsrik i början. Det tog flera dagar innan Sovjetunionens ledning förstått att fullt krig pågick, bland annat på grund av rädsla från underlydande att komma med dåliga nyheter. Många krigsförklaringar gjordes under andra världskriget som hårda diplomatiska markeringar att nu tolereras inte detta längre, utan att så mycket krigshandlingar nödvändigtvis utfördes, såsom då allierade till Polen förklarade krig mot Tyskland efter Tysklands anfall ("Låtsaskriget").